# Rhizopsammia bermudensis
Rhizopsammia bermudensis är en korallart som beskrevs av Wells 1972. Rhizopsammia bermudensis ingår i släktet Rhizopsammia och familjen Dendrophylliidae. Inga underarter finns listade i Catalogue of Life.